# Морски зечеви
Морски зечеви (Aplysiidae) су једина породица мекушаца у оквиру натпородице Aplysioidea.

## Карактеристике
Љуштура је мала и унутрашња, што значи да се преко ње налази плашт. Слабо је спирална, тек помало испупчена и слабо калцифицирана. Имају развијене параподије за пливање.

## Ареал
Распрострањени су у Атлантском океану и топлим морима Медитерана.

## Систематика
Студија објављена септембра 2004. показала је да је ова породица монофилетски таксон са две различите кладе: Aplysiinae и Dolabellinae + Dolabriferinae + Notarchinae.
Ауторитет ове породице је и даље донекле у спору. Породица је првобитно нетачно названа Laplysiana. Ово је латински облик оригиналног назива „les Laplysiens", који се појављује у Ламарковој „Филозофији зоологије“ (Philosophie Zoologique), 1809. Рафинеск је увео ново име Laplysinia 1815. Године 2001. Bouchet & Rocroi су се залагали да се назив Aplysiidae припише Ламарку.

### Потпородице
Класификација по N.B. Eales (1984)